# Bielsk Podlaski
Bielsk Podlaski [ˈbʲɛlsk pɔdˈlaskʲi] (litauisch Bielskas; belarussisch Бельск-Падляскі, Belʹsk Podlâskì) ist eine Stadt in Polen im gleichnamigen Kreis der Woiwodschaft Podlachien, an der Biała etwa 50 Kilometer südlich von Białystok gelegen.

## Geschichte
Als der Ort 1253 das erste Mal als Teil des Rus-Fürstentums Halytsch-Wolhynien urkundlich erwähnt wurde, galt er bereits als alte Siedlung. Vermutlich gab es ihn bereits zu Beginn des 11. Jahrhunderts, gegründet vom Fürsten der Kiewer Rus Jaroslaw den Weisen. In der ersten Hälfte des 14. Jahrhunderts wurde der Ort in das Großfürstentum Litauen eingegliedert. 1430 erhielt er das Stadtrecht. 1495 wurde das Stadtrecht nach Magdeburger Recht erteilt. Bielsk Podlaski war bereits eine bedeutende Handwerksstadt. Nach 1520 wurde es Mittelpunkt des Landes Bielsk in der Woiwodschaft Podlachien. 1569 wurde die Stadt Teil Polens, 1795 fiel sie an Preußen und 1807 an Russland.
Der Anschluss an das Schienennetz erfolgte 1873 an die Strecke Königsberg–Brest. Zu dieser Zeit lebten etwa 7000 Menschen in der Stadt.
Am 23. September 1939 wurde der Ort von sowjetischen Truppen besetzt. Die folgende deutsche Besetzung dauerte bis zum 30. Juli 1944. Durch den erneuten Einmarsch der Roten Armee war der Zweite Weltkrieg für Bielsk Podlaski zu Ende. Der Ort war zu ca. 70 % zerstört.
Die traditionsreiche jüdische Gemeinde von Bielsk war im Zuge der deutschen Besetzung vollständig vernichtet worden.
Siehe auch: Jüdischer Friedhof (Bielsk Podlaski)

## Landgemeinde
Die Landgemeinde Bielsk Podlaski, zu der die Stadt Bielsk Podlaski selbst nicht gehört, hat eine Fläche von 430,14 km², auf der (Stand 31. Dezember 2020) 6501 Menschen leben.

## Sehenswürdigkeiten

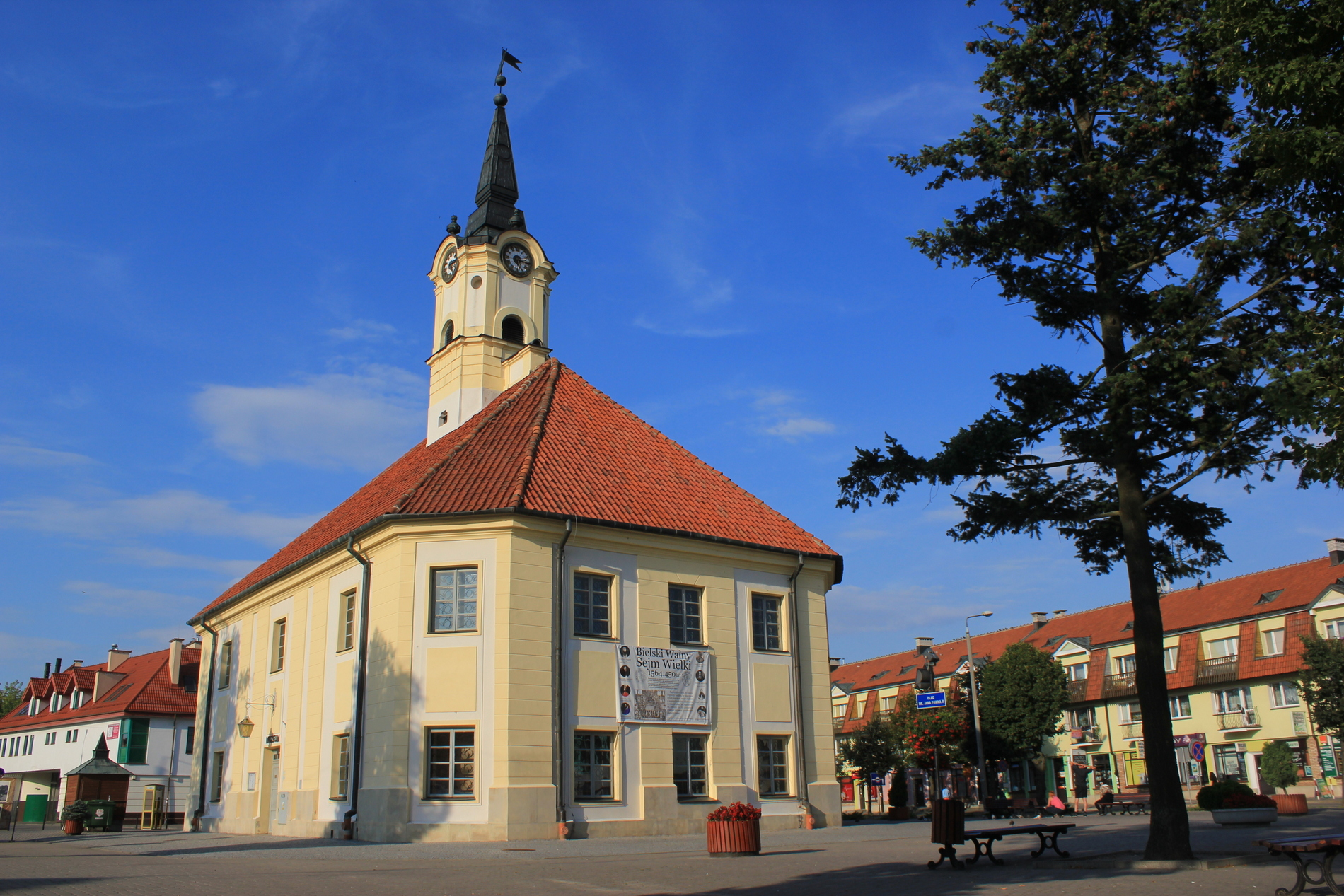
Das Rathaus

- Barockes Karmeliterkloster mit Kirche aus dem frühen 17. Jahrhundert
- Klassizistische Mariä-Geburt-Kirche aus dem Jahre 1783
- Barockes Rathaus von 1793
- drei mittelalterliche orthodoxe Holzkirchen

## Städtepartnerschaften
Die Stadt Bielsk Podlaski unterhält folgende Städtepartnerschaften:
- Călărași, Moldau
- Călărași, Rumänien
- Dve Mogili, Bulgarien
- Rachiw, Ukraine

## Söhne und Töchter der Stadt
- Stefan Kamasa (* 1930), Bratschist und Musikpädagoge
- Wojciech J. Pulawski (* 1931), polnisch-amerikanischer Entomologe
- Jakub Szyszko (* 2001), Handballspieler